# La Copechagnière
La Copechagnière település Franciaországban, Vendée megyében. Lakosainak száma 1047 fő (2022. január 1.). La Copechagnière Les Brouzils, Chauché és Saint-Denis-la-Chevasse községekkel határos.

## Népesség
A település népességének változása:
| Lakosok száma | 958  | 976  | 999  | 999  | 1012 | 1018 | 1046 | 1048 | 1047 |
|               | 2013 | 2015 | 2016 | 2017 | 2018 | 2019 | 2020 | 2021 | 2022 |